# Sciapus angelicus
Sciapus angelicus är en tvåvingeart som beskrevs av Octave Parent 1930. Sciapus angelicus ingår i släktet Sciapus och familjen styltflugor.
Artens utbredningsområde är Haiti. Inga underarter finns listade i Catalogue of Life.